# Falcatifolium taxoides
Falcatifolium taxoides – gatunek z rodziny zastrzalinowatych (Podocarpaceae). Jest endemitem Nowej Kaledonii i wyłącznym żywicielem jedynego pasożyta wśród nagonasiennych – Parasitaxus ustus (pasożytującego na korzeniach).

## Morfologia
PokrójKrzew lub niewysokie drzewo osiągające od 2 do 15 m wysokości. Kora łuszczy się włóknisto i jest czerwonobrązowa. Pędy są czerwonawo nabiegłe.
LiścieMłodociane mają od 1,5 do 3 cm długości i 1,5 mm szerokości. Liście właściwe wyrastają skrętolegle, ale układają się dwustronnie na pędach. Są podłużnie lancetowate i jasnozielone. Mają 2–3 cm długości i 5–6 mm szerokości.
Organy generatywneRośliny jednopienne. Męskie strobile wydłużone, o długości 1,5 do 2,5 cm i szerokości do 2 mm. Zebrane w skupienia po 3–5. Strobile żeńskie kuliste, wyrastają na łuskowatych szypułach o długości 6 mm.
NasionaPowstają pojedynczo w strobilach. Mają do 7 mm długości i 3–4 mm szerokości.